# باشگاه فوتبال آلیات الشرطه
باشگاه فوتبال آلیات الشرطه (به عربی: نادی آلیات الشرطه) یک باشگاه فوتبال در شهر بغداد واقع در کشور عراق است که در سال ۱۹۶۱ تاسیس شد و در حال حاضر در لیگ دسته دوم فوتبال عراق بازی می‌کند.
این تیم سابقه نایب قهرمانی در فینال مسابقات باشگاهی قهرمانی آسیا ۱۹۷۱ در سال ۱۹۷۱ را دارد.